# Marian Ewurama Addy
Pour les articles homonymes, voir Addy.
Marian Ewurama Addy, née Marian Ewurama Cole le 7 février 1942 et morte le 14 janvier 2014, est une biochimiste ghanéenne et professeure de biochimie qui a été la populaire maîtresse de cérémonie du Quiz national de sciences et de maths du Ghana (en), jusqu'en 2006 où Elsie Effah Kaufmann lui succède.

## Carrière
Marian Ewurama Addy est scolarisée à la St Monicas Senior Secondary School pour ses études secondaires. De  janvier 1956 à juin 1960, où elle a obtenu ses certificats de niveaux "O" et "A" . Elle a ensuite continué à la Holy Child Girls School de Cape Coast. Marian Ewurama Addy a été la première femme professeur à sortir de l'université du Ghana. Elle a dirigé le département de biochimie, de biologie cellulaire et moléculaire de l'université de Ghana de 1988 à 1991 et de 1994 à 1997.

## Recherche et héritage
Un laboratoire portant son nom a été inauguré au département de biochimie et biologie cellulaire et moléculaire de l'Université de Ghana. De plus, une conférence annuelle en sa mémoire a été instituée par le même département. Ses recherches ont permis la réconnaissance des plantes médicinales par la communauté scientifique.

## Prix et distinctions
- Femme de l'année CIMG Marketing, en 1995, en marketing.
- Prix Kalinga de l'UNESCO pour la vulgarisation de la science en 1999.
- Ancienne élève du Africa-America Institute, distinguée pour l'excellence en 1998
- Prix d'excellence du millénaire pour le développement de l'éducation[5]
- Membre de l'Académie des arts et des sciences du Ghana en 1999.

## Livres
Marian Ewurama ADDY a écrit plusieurs ouvrages.
- Condensation of free [alpha]-amino acids as a pro-biological polymerization system (1971)
- Genetic Demonstrations: Instructor's Manual (1980); co-authored with Ebenezer Laing and Carol Markwei
- Putting Science into the Art of Healing with Herbs: From Smoked-drum Kymograph to ELISA (2003)
- Training the Next Generation of Scientists (2004)[7]
- Rewards: An Autobiography (2011)